# 烏瓦爾達 (喬治亞州)
烏瓦爾達（英語：Uvalda）是一個位於美國喬治亞州蒙哥馬利縣的城市。

## 地理
烏瓦爾達的座標為32°02′16″N 82°30′32″W / 32.03778°N 82.50889°W，而該地的平均海拔高度為54米（即177英尺）。

## 人口
根據2010年美國人口普查的數據，烏瓦爾達的面積為5.00平方千米，當中陸地面積為5.00平方千米，而水域面積為0.00平方千米。當地共有人口197人，而人口密度為每平方千米39.4人。